# Rokle
Rokle är en ort i Tjeckien.   Den ligger i regionen Ústí nad Labem, i den nordvästra delen av landet, 80 km väster om huvudstaden Prag. Rokle ligger 345 meter över havet och antalet invånare är 234.
Terrängen runt Rokle är platt åt sydost, men åt nordväst är den kuperad. Terrängen runt Rokle sluttar österut.Runt Rokle är det ganska tätbefolkat, med 72 invånare per kvadratkilometer. Närmaste större samhälle är Kadaň, 4,0 km nordväst om Rokle. Trakten runt Rokle består till största delen av jordbruksmark.